# Adenanthera marina
Adenanthera marina är en ärtväxtart som beskrevs av Ivan Christian Nielsen. Adenanthera marina ingår i släktet Adenanthera och familjen ärtväxter. Inga underarter finns listade i Catalogue of Life.